# Boğaziçi Üniversitesi

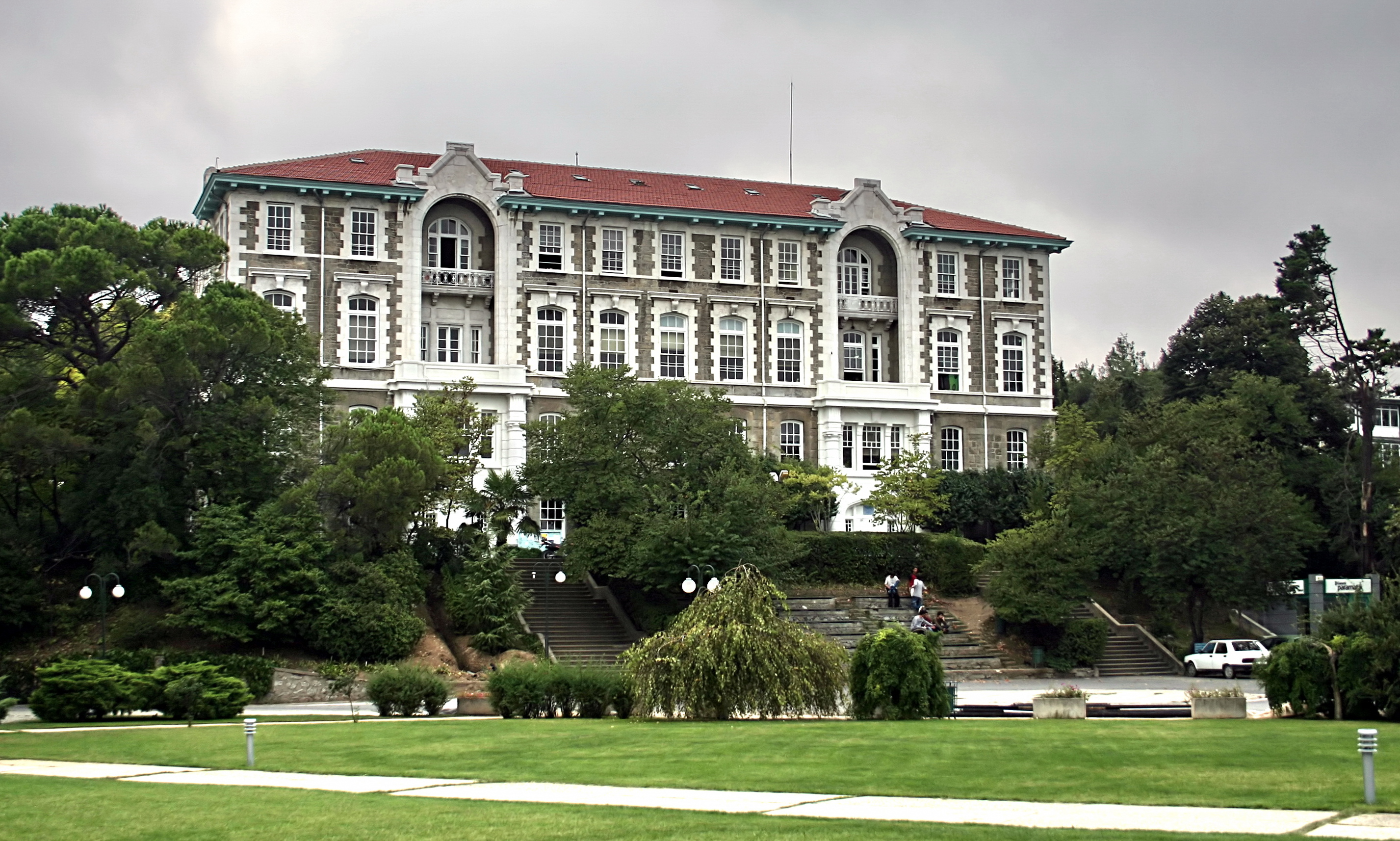
Das ehemalige Robert-College-Gebäude auf dem Südcampus (2005)

Die Boğaziçi Üniversitesi (Bosporus-Universität) ist eine staatliche Universität mit Sitz im europäischen Teil der Stadt Istanbul unweit des Bosporus. Sie gliedert sich in vier Fakultäten (Arts+Sciences, Economics+Admin.Sciences, Education, Engineering), zwei Schulen (Applied Disciplines, Foreign Languages) und sechs Institute. Insgesamt werden 32 Bachelor-, 59 Master- und 33 Promotionsprogramme angeboten. Die Unterrichtssprache ist Englisch. Räumlich ist die Universität auf sechs Campi verteilt: South, North, Hisar, Uçaksavar, Kilyos-Saritepe und Kandilli.
Die Boğaziçi Üniversitesi ist eine führende Universität in der Türkei und hat Partnerschaften mit vielen renommierten Universitäten weltweit. Gegründet im Jahr 1863 als Robert College war es die erste amerikanische Hochschuleinrichtung, die außerhalb der Vereinigten Staaten gegründet wurde. Obwohl sie heute unter türkischer Verwaltung steht, pflegt die Universität immer noch enge Beziehungen zum amerikanischen Bildungssystem.
Die Boğaziçi-Universität rangiert kontinuierlich als die beste Universität in der Türkei und verzeichnet die größte Anzahl von Bewerbern über die türkischen Universitätseingangsprüfungen, was sie zur selektivsten Universität in der Türkei macht. Die begehrtesten Studiengänge sind Elektrotechnik, Informatik und Wirtschaftsingenieurwesen, Betriebswirtschaft, Volkswirtschaftslehre. Nur die besten 500 der insgesamt 1,7 Millionen Teilnehmer der jährlichen türkischen Uni-Aufnahmeprüfung (YGS-LYS) werden zur Registrierung für diese Fächer an der Bosporus-Universität zugelassen. Auch in den übrigen Fächern muss man in der Regel zu den besten 1 % der Uni-Aufnahmeprüfung gehören.
Der Ausländeranteil ist für eine türkische Universität hoch: Mit rund 830 ausländischen Studenten aus 95 Ländern entspricht das einem Anteil von ca. 5 %.

## Geschichte
Die Boğaziçi Üniversitesi ging 1971 aus dem 1863 gegründeten Robert College hervor, der ersten US-amerikanischen Hochschule außerhalb der Vereinigten Staaten. Auch nach der Verstaatlichung wurden enge Beziehungen zum akademischen Leben in den USA aufrechterhalten. Im Zuge der politischen Spannungen zwischen der Türkei und den USA hat dieses Verhältnis jedoch gelitten. So wurden unter anderem im Wintersemester 2017 die Austauschprogramme mit amerikanischen Universitäten ausgesetzt.
Als in Folge des Putschversuchs 2016 im November desselben Jahres Professor Mehmed Özkan von der Regierung zum neuen Rektor ernannt wurde, kam es zu Protesten. Im März 2017 versammelten sich Professoren auf dem Campus der Universität, um gegen staatliche Eingriffe zu protestieren. An der Boğaziçi Üniversitesi wurden zwei Professoren entlassen: Professor Abbas Vali aus dem Sociology Department und Associate Professor Noemi Levy-Aksu aus dem History Department wurden ihrer Posten am 22. Februar 2017 durch den Türkischen Hochschulrat (YÖK) enthoben. Als Hintergrund wird gesehen, dass beide Anfang 2016 eine Petition der Initiative „Akademiker für den Frieden“ unterzeichnet hatten, woraufhin es zum Academics-for-Peace-Prozess kam.
Das Kollegium der Boğaziçi Üniversitesi war das erste Universitätskollegium, das Protest gegen die Entlassung von Professoren aus seinen Reihen erhoben hat. In einer Pressemitteilung wurden andere Universitäten zur Nachahmung aufgerufen.
Seit der Ernennung des AKP-nahen Rektors Melih Bulu durch Präsident Erdoğan per Dekret am 1. Januar 2021 kam es zu Protesten, bei denen 16 Studenten festgenommen wurden. Die Zahl der Festgenommenen erhöhte sich in den darauf folgenden Tagen auf 37. Am 1. Februar 2021 sperrte die Polizei den Eingang zum Südcampus und stürmte diesen am selben Abend. Es wurden 159 Menschen festgenommen. Laut Erdoğan hatten sich Oppositionelle unter die Studenten gemischt, die in der Vergangenheit „bei ihren Kundgebungen schmutzige Szenarien wie einen Putsch“ gefordert hätten. Er verglich die Proteste mit den Gezi-Park-Demonstrationen im Jahr 2013 und stellte Vorwürfe in den Raum, damals habe es Plünderungen und Entwürdigungen von Moscheen gegeben. Am 15. Juli 2021 wurde Melih Bulu als Rektor abberufen. Bulus bisheriger Stellvertreter Mehmet Naci İnci wurde kommissarisch zum Rektor berufen. Die Proteste gegen Naci halten bis zum heutigen Tag (Stand: Juni 2022) an.

## Bekannte Absolventen
- Bülent Ecevit (1925–2006), türkischer Premierminister (Robert-College-Gymnasium)
- İsmail Cem (1940–2007), türkischer Journalist und Politiker
- Şenes Erzik (* 1942), Vizepräsident der UEFA
- Tansu Çiller (* 1946), türkische Politikerin
- Celil Oker (1952–2019), türkischer Krimi-Schriftsteller
- Nuri Bilge Ceylan (* 1959), türkischer Filmregisseur
- Perihan Mağden (* 1960), türkische Schriftstellerin und Kolumnistin
- Teoman Yakupoğlu (* 1967), türkischer Musiker
- Cem Yılmaz (* 1973), türkischer Kabarettist
- Gülse Birsel (* 1971), türkische Schauspielerin und Szenaristin
- Behice Tezçakar Özdemir (* 1979), türkische Historikerin und Autorin
- Hafize Gaye Erkan (* 1979), Leiterin der Türkischen Zentralbank

## Bekannte Hochschullehrer
- (Nermin Abadan-Unat) (1921–heute), Soziologin, Politikwissenschaftlerin (Frauenforschung, Migrationsforschung, Politikwissenschaft, türkisch-österreichische Wurzeln)
- Ali Çarkoğlu
- Arman Manukyan (1931–2012), Schriftsteller und Wirtschaftswissenschaftler armenischer Abstammung
- Attila Aşkar
- Burak Erman
- Edhem Eldem (* 1960), Historiker
- Erdal İnönü (1926–2007), Physiker und Politiker
- Ersin Kalaycıoğlu
- Halil Berktay (* 1947), Historiker und Professor
- Karl von Terzaghi (1883–1963), österreichischer Bauingenieur
- Metin Kunt
- Murat R. Sertel
- Şerif Mardin (1927–2017), Soziologe und Politikwissenschaftler
- Ayşe Soysal (* 1948), Mathematikerin und Unipräsidentin von 2004 bis 2008

### Ehrendoktoren
- Justin A. McCarthy (* 1945), US-amerikanischer Geschichtswissenschaftler